# Kleun Cheewit
Kleun Cheewit (Thai: คลื่นชีวิต) ist eine thailändische Fernsehserie, die vom 23. Januar bis 13. März 2017 auf Channel 3 ausgestrahlt wurde.

## Handlung
Jeerawat ist eine fröhliche, fleißige Frau, die ein berühmtes Model und Schauspielerin ist. Ihre Mutter heiratete einen schmächtigen, aber reichen Mann, der heimlich seine Stieftochter begehrt. Nachdem er versucht hat, Jeerawat Drogen zu geben, gelingt es ihr, durch Wegfahren zu entkommen. Leider trifft sie eine junge Frau auf der Straße, die später im Krankenhaus stirbt.
Die tote junge Frau hat einen Verlobten, Sathit, der zufällig ein Anwalt ist. Er schwört Rache an der Fahrerin, die seine geliebte Verlobte umgebracht hat. Unglücklicherweise nutzen Jeerawats Stiefvater und Mutter ihren Einfluss und ihr Geld, um alle Beweise zu verstecken und zu verstummen. Sathit beschließt, sie zu stalken und zu belästigen, um den Beweis zu finden, dass sie eine böse und manipulative Verführerin ist. Aber am Ende findet er heraus, dass sie trotz ihrer bescheidenen Anfänge eine gute und freundliche Person ist und sich allmählich in sie verliebt.

## Besetzung

### Hauptbesetzung
- Prin Suparat: Sathit / Thit
- Urassaya Sperbund: Jeerawat / Jee (Miss G)
- Louis Scott: Chaiyan
- Toey Jarinporn Joonkiat: Piyakul or Piak
- Masu Junyangdikul: Jade
- Nychaa Nuttanicha Dungwattanawanich: Dao / Daraka

### Nebenbesetzung
- Bua Wansiri als Janjira
- Noey Chotika Wongwilas als Pim
- Prim Prima Bhunjaroeun als Tiwadee / Tiew
- Jack Chakapan als Freund von Thit
- Freudonidas Chartpong als Pan
- Kik Mayurin Pongpudpunth als Jariya
- Teerapong Leowrakwong als Sitata
- Santisuk Promsiri als Patna
- Khwanruedi Klomklom als Nawadee
- Eckhai Ueasangkhomserot als Suki
- Sriphan Chunechomboon als Looknam